# جهان‌آباد سفلی (هیرمند)
جهان‌آباد سفلی، روستایی است از توابع بخش مرکزی شهرستان هیرمند در استان سیستان و بلوچستان ایران.

## جمعیت
این روستا در دهستان جهان‌آباد قرار داشته و براساس سرشماری سال ۱۳۸۵جمعیت آن ۳۶۲نفر (۸۱خانوار) بوده‌است.